# Prayad Pholput
Prayad Pholput (thailändisch นายประหยัด พลพุฒิ; * 19. August 2002) ist ein thailändischer Fußballspieler.

## Karriere
Prayad Pholput erlernte das Fußballspiele u. a. in der Jugend vom Udon Banjan United. Pholput stand die Saison 2021/22 beim Erstligisten Nongbua Pitchaya FC unter Vertrag. Für den Verein aus Nong Bua Lamphu kam er einmal in der ersten Runde des FA Cup zum Einsatz. In der Liga kam er jedoch nicht zum Einsatz. Zu Beginn der Saison 2022/23 wechselte er zum Drittligisten Udon United FC. Mit dem Verein aus Udon Thani spielte er 15-mal in der North/Eastern Region der Liga. Im Sommer 2023 verpflichtete ihn der Erstligaabsteiger Lampang FC. Sein Zweitligadebüt für den Verein aus Lampang gab Pholput am 3. September 2023 (1. Spieltag) im Heimspiel gegen den Erstligaabsteiger Nakhon Ratchasima FC. Bei dem 1:0-Erfolg wurde er in der 90.+4 Minute für den Brasilianer Caio Tailândia eingewechselt. Nach einer Spielzeit, in der er sechs Ligaspiele bestritt, kehrte er Ende August 2024 zu seinem ehemaligen Verein Udon United zurück. Nachdem er in der Hinrunde 2024/25 nicht zum Einsatz gekommen war, wurde sein Vertrag im Dezember 2024 nicht verlängert.